# Monte Milondo

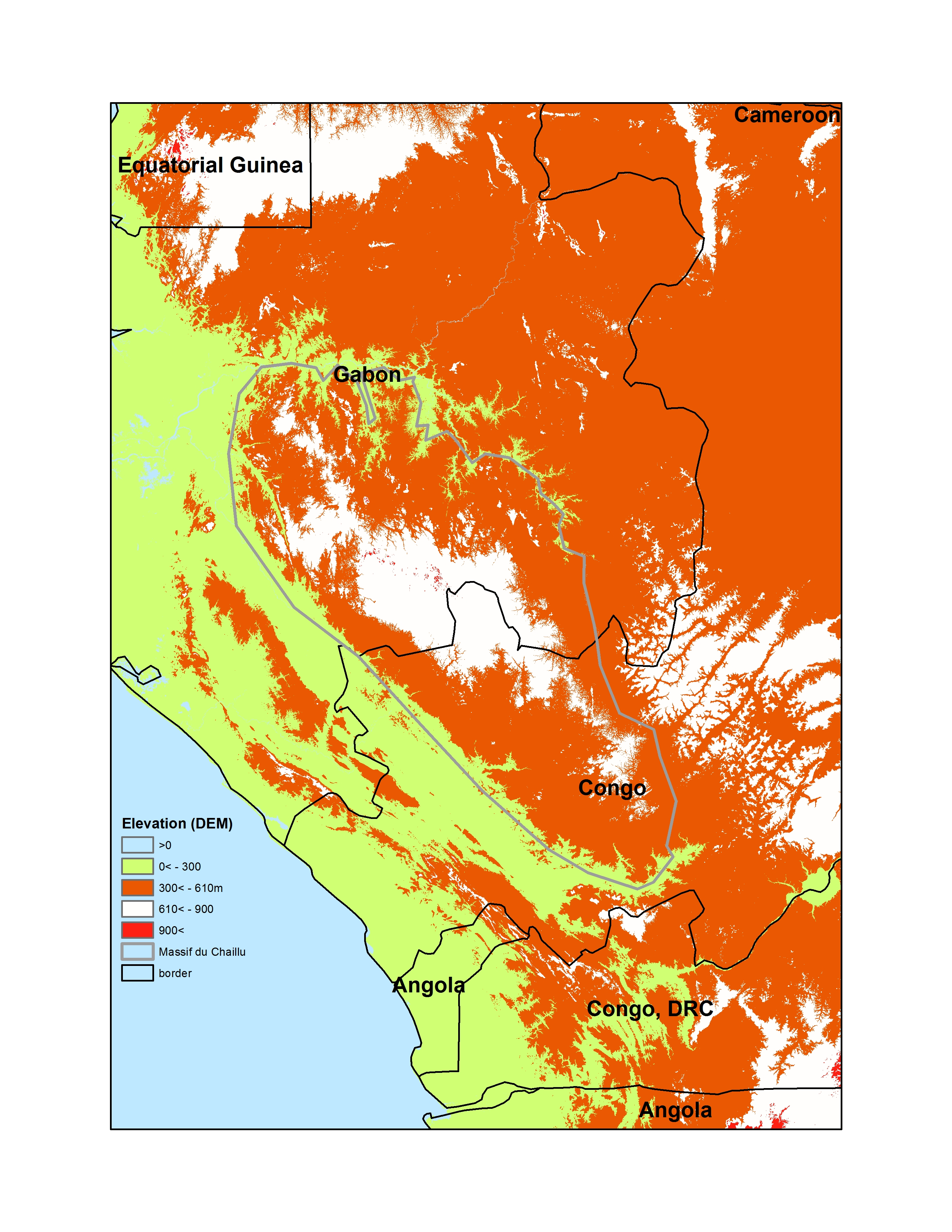
I Monti Chaillu si estendono a cavallo del Gabon meridionale e della Repubblica del Congo.

Il Monte Milondo con i suoi 1020 m di altezza è il picco più elevato dei Monti Chaillu, una catena montuosa che si estende a cavallo del Gabon meridionale e della Repubblica del Congo.